# Burncourt Castle

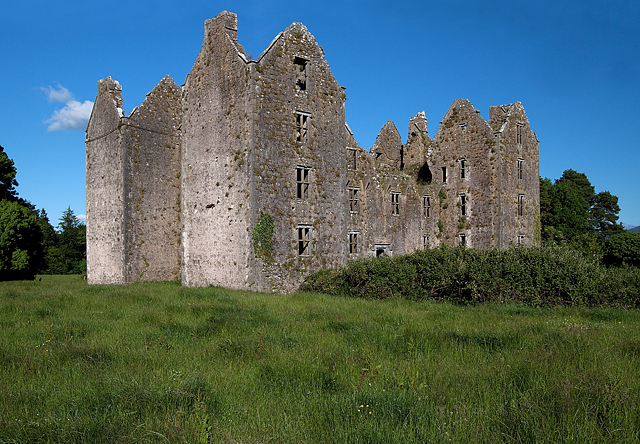
Eine weitere Ansicht von Burncourt Castle

Burncourt Castle (irisch An Chúirt Dóite) ist die Ruine eines festen Hauses 5,4 km nordwestlich des Dorfes Ballyporeen im irischen County Tipperary. Die Ruine am Westufer des Tar gilt als National Monument.

## Geschichte
Die Burg wurde ursprünglich Everard’s Castle genannt; Richard Everard, 1. Baronet, († 1650), Sohn des Politikers und Richters Sir John Everard, ließ sie erbauen. Als Richard Everard Catherine Plunkett 1620 ehelichte, vermachte ihm sein Vater ein großes Anwesen um den Fluss Tar.
Um 1639 ließ Sir Richard auf einem Teil dieses Landes ein festes Haus errichten. Es wurde 1641 fertiggestellt und hatte 26 Giebel und sieben Kamine. Bei archäologischen Grabungen wurde ein Rinderskelett in einem Schacht gefunden, der sich bis unter die östliche Mauer des festen Hauses erstreckte. Die Kuh scheint getötet und zerstückelt worden zu sein, um sie als schützende Votivgabe dort einzugraben – ihre Flanken wurden nebeneinander gefunden und ihr Kopf auf der oberen Wirbelsäule.
Die Everards zogen in die Burg ein, gerade als die irische Rebellion begann. 1642 schloss sich Sir Richard den katholischen Konföderierten in Kilkenny an und wurde Mitglied des Supreme Council. Seine Gattin blieb in der Burg.
1649, als Cromwells Roundheads auf Everard’s Castle vorrückten, brannte Lady Catherine es nieder; daher stammt der Name Burned Court.
Sir Richard Everard nahm an der Belagerung von Limerick 1650–1651 teil, wurde von Henry Ireton gefangen genommen und 1651 gehängt. Burncourt Castle wurde aufgegeben. Man sagt, dass es sieben Jahre gedauert hätte, Burncourt Castle zu bauen, es sieben Jahre bewohnt gewesen sei und sieben Tage brannte.
Anfang des 18. Jahrhunderts ließ der Maler Anthony Chearnley anschließend an die Ruine von Burncourt Castle ein Haus bauen.
Die Ausgrabungen zeigten auch, dass es keinen bis heute erhaltenen Schutt vom Brand der Burg gibt, was den Schluss nahelegt, dass die Schiefereindeckung des Daches und die bleiernen Regenrinnen für den Einsatz an anderer Stelle gerettet oder gestohlen wurden.

## Beschreibung
Die Die Niederungsburg besteht aus einem rechteckigen Mittelblock und großen, quadratischen Türmen an jeder Ecke.
Auch wenn Burncourt Castle architektonisch ein beeindruckendes Gebäude ist, so gibt es dort doch wenig von großem Interesse, außer der langen Reihe von Konsolen über dem Eingang auf der Südseite und den floralen Motiven an der Verdachung über dem Eingang.
Burncourt Castle ist ein großes, festes Haus mit Giebeln und einem Mittelblock mit vier Jochen und vier Stockwerken, einem Keller, zwei Vollgeschossen und einem Dachgeschoss.
Es hat vier große Flankierungstürme mit quadratischem Grundriss, jeder von ihnen fünf Stockwerke hoch. Entlang der Frontfassade sind Konsolen für Maschikulis angebracht, die über die volle Breite der Fassade verteilt sind. In der Mitte der Fassade ist eine schöne Eingangstüre mit Verdachung und verzierten Schildern. Die Burg ist mit gekuppelten Fenstern mit Oberlichten ausgestattet, die ebenfalls schöne Verdachungen besitzen. In der Ostmauer, in der Nordmauer und in den Flankierungstürmen finden sich offene Kamine.
Teile der Einfriedung mit einem Ecktürmchen kann man heute noch in der Nähe der Burg sehen.
Der Kellerboden war mit Kieselsteinen unregelmäßiger Größe gepflastert und bedeckt eine Fläche von 71,6 m². Die Decke des Kellers ist 2,37 Meter hoch.